# 桃園市眷村文化
桃園市內全盛時期眷村多達86處，雖非全台灣最多的地方，卻是台灣進行「眷村保存運動」的重要地區，桃園縣府於2001年率先全國辦理「桃園眷村文化節」，以社區總體營造精神，結合在地文史社團及社區，共同規劃系列活動。

## 特色眷村

### 眷村鐵三角
桃園市的眷村中，又以中壢區馬祖新村、大溪區太武新村、龜山區憲光二村保留最完整；桃園市政府也將三大眷村打造為「桃園市眷村鐵三角」，期望藉此留存眷村文化。目前三大眷村多已規劃為文創園區。

#### 馬祖新村

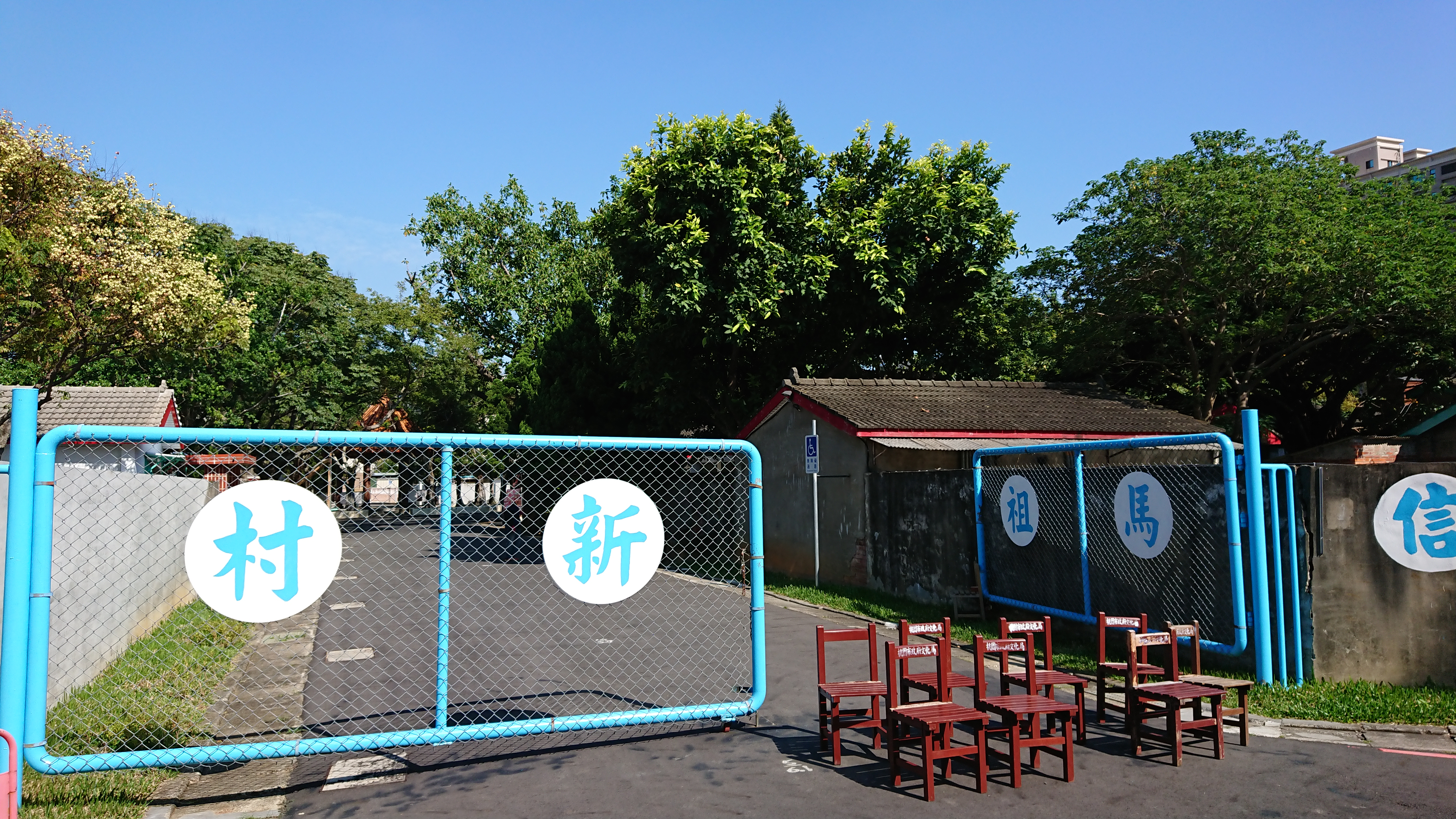
馬祖新村

有「桃園將軍村」稱號的中壢馬祖新村建立於1957年，其名稱乃是為紀念陸軍第八十四師增防馬祖列島而來。該村雖非中壢區龍岡一帶第一個建成或戶數最多的眷村，卻因形制獨特而成為當地唯一獲得保存的眷村。

#### 太武新村
大溪區太武新村興建於民國50年代，是八二三砲戰後所新建之較高級軍官眷村，由軍方將八二三砲戰中落在金門的砲彈變賣籌措基金闢建而成，故以金門地標太武山為名，以茲紀念。眷村中保存相當珍貴之高級樹種。空間寬敞，樹蔭茂密。太武新村在桃籽園文化協會辦理的2006年「眷村串連同盟」後，桃籽園文化協會將太武新村原始住戶經由當時全國眷村保存資料的匯整送交桃園縣政府文化局，得以透過文化資產保存登錄而被部分保存。2009年桃園縣政府公告登錄為歷史建築。

#### 憲光二村

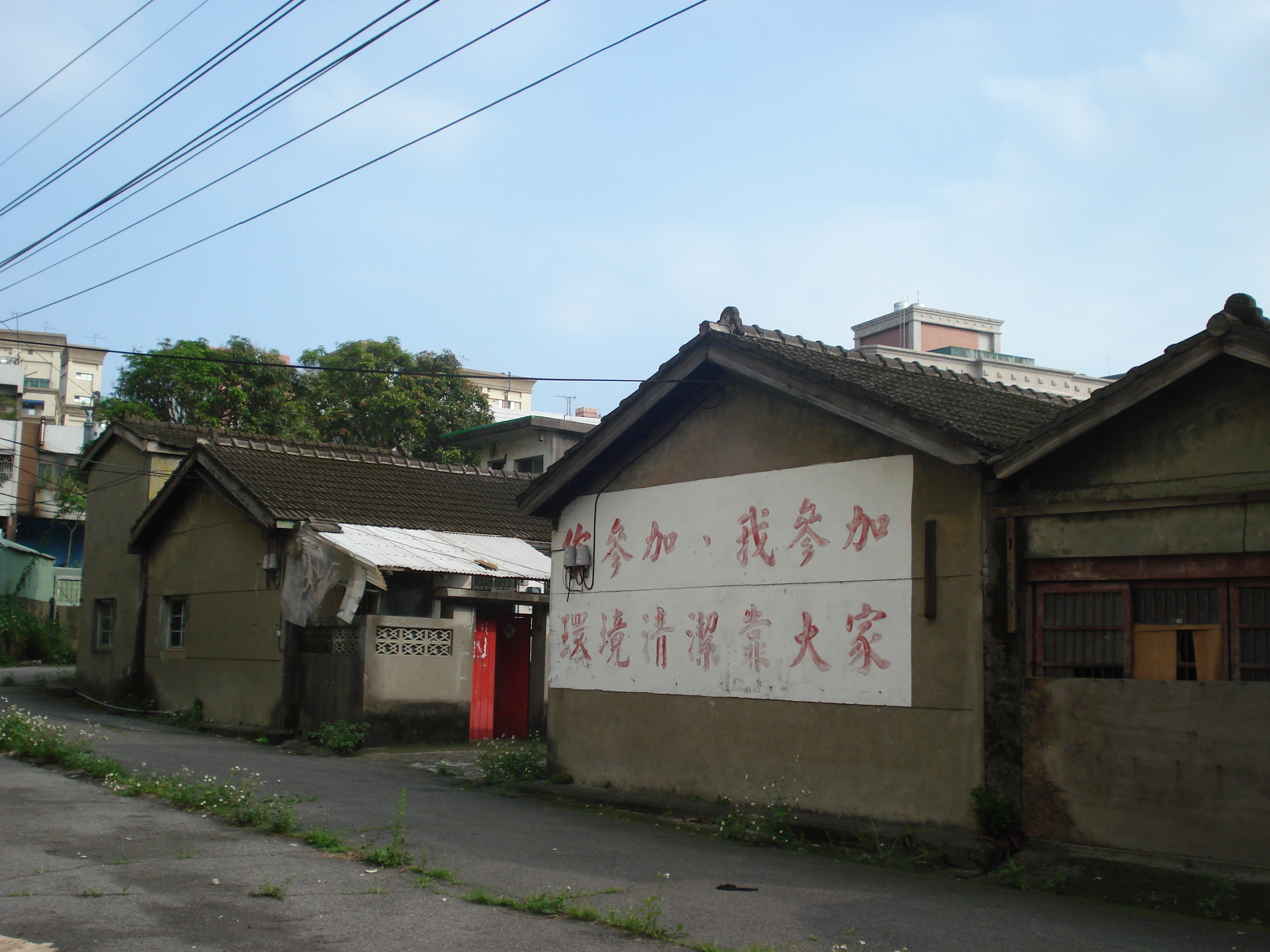
憲光二村

龜山區憲光二村建於1968年，屬眷村型態之社區，為桃園唯一之憲兵宿舍。村內多維持甘蔗板隔間之石灰牆，外圍則以紅磚牆為主。具有不同時期平房式及公寓式兩種類型之眷舍型態，見證了臺灣60年代眷村生活型態發展轉化，深具時代歷史意義。保存完整的黑瓦建築、紅磚牆、榕樹廣場、文化牆，以及連棟式平房，成為多部電視劇與電影的拍攝場景，包括中視「光陰的故事」、公視「蟹足」、大愛電視「芳草碧連天」、偶像劇「王子看見二公主」均曾經來此取景與搭景。2006年桃園縣政府公告登錄為歷史建築。

### 眷村故事館

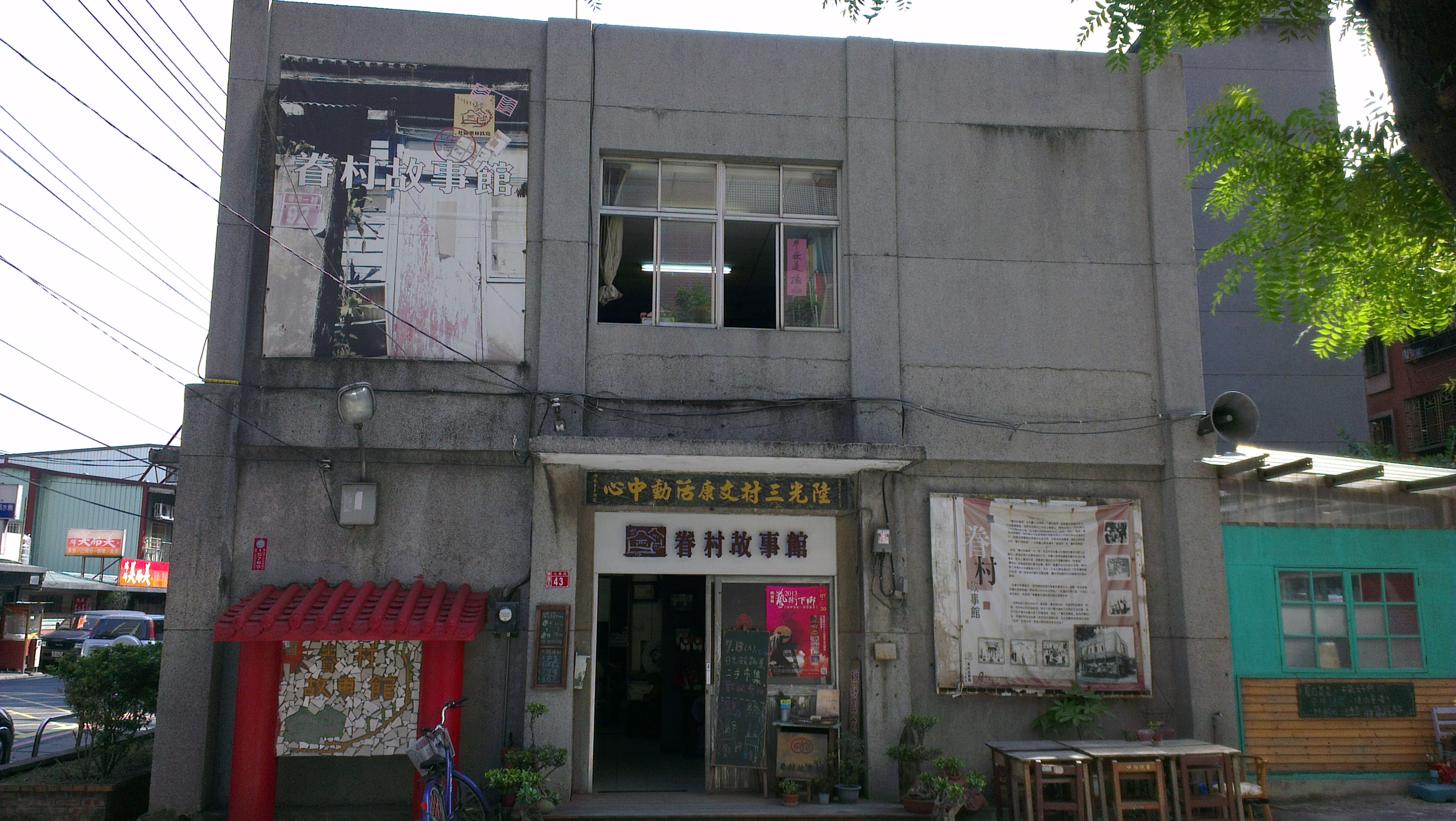
眷村故事館（前龜山陸光三村活動中心）

而前龜山陸光三村活動中心是桃園市第一座登錄為歷史建築的眷村建物，目前活動中心已改建為眷村故事館供民眾參觀。故事館一樓陳設當時住在眷村軍人物品，包含有皮箱、廣播機、軍靴等，物品是由桃籽園文化協會收集而來的，有些是眷村里民提供。有一項最不一樣的物品是「眷戶名牌」，二樓陳設則是還原當時眷村客廳的樣子，紅門綠窗、老電視、裁縫車等；居民自動提供自己家當年的物品。在當時跳脫博物館式的展覽方式，改用生態博物館方式展示，讓故事館與國宅結合。故事館中收集來的眷村田調文史資料，經由紀錄片、聲音箱方式表達，並且在各主題區設計互動遊戲，讓大家更了解眷村。眷村故事館每年會在11月及12月間不定期舉辦活動。

### 龍岡地區
位於中壢、平鎮、八德三區交界處的龍岡地區，1950年代起，大量眷村在此設立，早期包括忠貞新村、貿易七村、馬祖新村、富台新村、台貿十村以及中正一村，後期續建慈安三村、慈仁四村、慈光六村、慈光十村等，成為中壢除市區、內壢之外，另一個人口聚集區，亦成為台灣眷村密度最大的區域。其中平鎮的忠貞新村為國民政府遷台後較早興建的一座眷村；眷村居民大多來自中國大陸雲南及泰緬邊境，雖忠貞新村和龍岡地區的大部分眷村一樣已於2004年陸續拆除，但該區域已成為飲食多元化的象徵，餐廳和飲食店多以雲南菜和泰國、緬甸口味料理為主。為保存當地文化，坐落在忠貞新村一帶的台灣第一座雲南文化公園，已於2013年5月30日落成啟用，佔地約0.2公頃。
目前龍岡依然是中壢區主要的軍事區域，包括陸軍第六軍團指揮部、陸軍專科學校等均設於此，當地地標是位於龍東路、龍南路與龍岡路口的龍岡圓環，圓環中設有一座士兵衝鋒的雕像塔，即能代表此處的軍事色彩。2015年，龍岡圓環的軍人雕像與一旁的龍岡文藝活動中心被列為桃園市文化資產，合稱為『中壢龍岡圓環軍人雕像暨龍岡文藝活動中心』。

### 楊梅埔心地區
楊梅區主要分為楊梅、埔心、富岡、高山頂四大區塊，其中位於楊梅東方的埔心地區開發較晚。埔心在1954-1965年間，依序興建了四維新村、光華二村、三龍新村、敬軍新村、金門新村、成功新村、五守新村、北功新村等8個陸軍眷村，前後約有1萬位村民，居住在這1,200餘戶眷宅中。埔心眷村的人口總數，曾佔當地人口的40%，軍眷的消費力，帶動了埔心的經濟發展。1997年開始執行老舊眷村改建工作，光華二村及五守新村在原址改建為國宅，於2003年完工，其他6個眷村在2005年全數拆除。2013年籌設埔心眷村故事館，蒐集及陳展眷村文物，致力於眷村文化的保存。

## 桃園市眷村列表
| 行政區 | 眷村數量 | 眷村名稱 | 備註 |
| 桃園區 | 4        | 建國十四村、建國十五村、建國十八村、豐林新城 |      |
| 中壢區 | 24       | 居安新村、陸光五村、自立新村、精忠六村、迅雷五村、居廣一村、居敬新村、建國新村、馬祖新村、陸光六村、中華新村、富臺新村、臺貿十村、篤行五村、篤行六村、慈安三村、慈仁四村、慈光十村、慈光二十八村、華勛一村、華勛二村、華勛三村、華勛四村、華勛五村、建國七村 |      |
| 平鎮區 | 8        | 光華一村、居易新村、忠貞新村、篤行四村、貿易七村、貿商八村、慈光六村、慈光二十九村 |      |
| 八德區 | 9        | 金門二村、福興新村、陸光四村、僑興新村、忠誠新村、安樂新村、東泰新村、慈恩二十一村、慈恩二十七村 |      |
| 大溪區 | 11       | 中華新村、太武新村、忠勇二村、忠勤三村、勝利新村、勤奮新村、慈光一村、慈祥二村、慈祥三村、慈湖新城、僑愛新村 |      |
| 楊梅區 | 8        | 四維新村、光華二村、三龍新村、敬軍新村、金門新村、成功新村、五守新村、北功新村 |      |
| 蘆竹區 | 10       | 建國二村、建國四村、建國五村、建國六村、建國十二村、建國十六村、建國十九村、建國二十村、凌雲一村、慈恩一村 |      |
| 大園區 | 6        | 建國八村、建國九村、建國十村、建國十一村、建國十七村、慈恩二十三村 |      |
| 龜山區 | 9        | 克勤新村、陸光二村、陸光三村、貿易一村、精忠五村、憲光二村、明駝一村、建國一村、貿商一村 |      |
| 龍潭區 | 4        | 干城五村、龍潭新村、慈光十四村、慈光二十七村 |      |
| 觀音區 | 1        | 雨後二村 |      |

## 外部連結
- 桃園眷村鐵三角—桃園市政府文化局 （页面存档备份，存于）
- 【民報文化】桃園眷村的故事 （页面存档备份，存于）